# Mặt nạ gương
Mặt nạ gương (tên cũ: Bí mật sau khung cửa) là một bộ phim truyền hình thuộc loạt phim Cảnh sát hình sự được thực hiện bởi Trung tâm Phim truyền hình Việt Nam, Đài Truyền hình Việt Nam do Bùi Quốc Việt làm đạo diễn. Phim phát sóng vào lúc 21h40 thứ 5, 6 hàng tuần bắt đầu từ ngày 14 tháng 10 năm 2021 và kết thúc vào ngày 7 tháng 1 năm 2022 trên kênh VTV3.

## Nội dung
Mặt nạ gương xoay quanh Hoa (Lương Thu Trang), một nữ nhà văn theo đuổi dòng truyện trinh thám đã gây dựng được một thương hiệu ăn khách mang tên “Sát Nhân K”. Mọi chuyện bắt đầu khi Hoa tìm kiếm chất liệu cho phần tiếp theo của bộ truyện là một vụ án mạng xảy ra trong thẩm mỹ viện. Quá trình tìm kiếm tư liệu cho sản phẩm tưởng tượng của mình đã vô tình khiến Hoa mắc vào một vụ án đặc biệt. Trớ trêu thay, vụ án đặc biệt đó lại là của gia đình cô. Bí ẩn về cái chết của mẹ ruột cùng bà Diễm (Ngọc Lan) – mẹ kế của Hoa cũng lần lượt bị phơi bày.

## Diễn viên

### Diễn viên chính
- Lương Thu Trang trong vai Nguyễn Thanh Hoa[8]
- Hoàng Hải trong vai Ông Nguyễn Tiến Nghị[9]
- Ngọc Lan trong vai Bà Lưu Ngọc Diễm[10]
- Bảo Anh trong vai Đại úy Nghiêm Đức Tùng[9]
- Ngọc Quỳnh trong vai Nguyễn Tiến Khôi (tên cũ là Hiệp)[9]
- Bình An trong vai Vũ Khải (tên cũ là Hòa)[11]
- Nguyễn Hoàng Ngọc Huyền trong vai Nguyễn Ngọc Mai[9]
- Đặng Tất Bình trong vai Ông Nguyễn Tiến Lãm

### Diễn viên phụ
- Trần Đức trong vai Johnny Minh Trần
- Tạ Tuấn Minh trong vai Bắc
- Thanh Thanh Hiền trong vai Bà Nhung
- Xuân Trường trong vai Trung tá Lê Ngọc Anh
- Lưu Duy Khánh trong vai Thượng uý Phạm Hoàng An
- Trọng Minh trong vai Trung úy Lê Đăng Cường
- Dương Khánh trong vai Hiệp (Khôi lúc trẻ)
- Huyền Trang trong vai Ngân (Châu Thanh Loan)
- Mạnh Đạt trong vai Trương Văn Trai
- Lưu Huyền Trang trong vai Hà
- Xuân Thông trong vai Tân
- Xuân Hồng trong vai Tuấn
- Thu Hương trong vai Bà Bình
- Lương Ngọc Dung trong vai Bà Nhung lúc trẻ
- Đào Văn Bích trong vai Thầy Doanh
- Huyền Sâm trong vai Linh
- Nguyễn Quỳnh Trang trong vai Hạnh
- Danh Thái trong vai Hưng “sẹo”

Cùng một số diễn viên khác....

## Đón nhận
Tại thời điểm phát sóng, bộ phim đã đứng đầu danh sách phim truyền hình Việt được xem nhiều nhất năm 2021, theo Kantar Media. Mặt nạ gương cũng đánh dấu sự trở lại của đạo diễn Bùi Quốc Việt sau các bộ phim cùng thể loại trước đó như Đầm lầy bạc, Giọt nước rơi, Câu hỏi số 5 và Lựa chọn số phận.

## Giải thưởng
| Năm  | Giải thưởng    | Hạng mục                                   | (Người) đề cử | Kết quả   | Tham khảo |
| ---- | -------------- | ------------------------------------------ | ------------- | --------- | --------- |
| 2021 | Giải Cánh diều | Quay phim xuất sắc phim truyện truyền hình | Vũ Trung Kiên | Đoạt giải | [ 16 ]    |